# Opt bărbați de fier
Opt bărbați de fier (titlu original: Eight Iron Men) este un film american din 1952 regizat de Edward Dmytryk. Este produs de Stanley Kramer. Rolurile principale au fost interpretate de actorii Bonar Colleano, Arthur Franz, Lee Marvin și Richard Kiley. Scenariul este scris de Harry Brown și este bazat pe piesa sa de teatru din 1945 A Sound of Hunting, în care a jucat Burt Lancaster în timpul scurtei sale cariere pe Broadway.

## Prezentare
În timpul celui de-al doilea război mondial din Italia, sergentul Joe Mooney este la comanda unui mic grup de soldați pe front, dar are obligația de a anula salvarea unui soldat prins în pământul nimănui.

## Distribuție
- Bonar Colleano - Pvt. Collucci
- Arthur Franz - Carter
- Lee Marvin - Sgt. Joe Mooney
- Richard Kiley - Pvt. Coke
- Nick Dennis - Pvt. Sapiros
- James Griffith - Pvt. Ferguson
- Dickie Moore - Pvt. Muller (ca Dick Moore)
- George Cooper - Pvt. Small
- Barney Phillips - Captain Trelawny
- Robert Nichols - Walsh
- Richard Grayson - Lieutenant Crane
- Douglas Henderson - Hunter
- Mary Castle - o fată
- Angela Stevens - o fată din vis (nemenționată)
- Kathleen O'Malley - o fată din vis (nemenționată)
- Sue Casey - o fată din vis (nemenționată)